# Vidovac Cesarički
Vidovac Cesarički is een plaats in de gemeente Karlobag in de Kroatische provincie Lika-Senj. De plaats telt 63 inwoners (2001).